# 後藤楢根
後藤 楢根（ごとう ならね、1909年2月2日 - 1992年1月29日）は、日本の児童文学作家。大分県生まれ。大分師範学校卒。小学校教師のかたわら童謡運動を行い、のち児童映画を製作。1946年日本童話会を設立、機関誌『童話』を創刊。1966年モービル児童文化賞、1968年吉川英治文化賞受賞。

## 著書
- 『光にたつ子』（四海書房） 1940年
- 『村童日記』（四海書房） 1941年
- 『黒潮の子』（童話春秋社） 1943年
- 『たのしいおうち ひらがな童話』（四海書房） 1943年
- 『ハルナツアキフユ』（國民社） 1944年
- 『月夜ノヨイユメ』（雁書房、おはなし文庫） 1946年8月
- 『春を待つどんぐり』（香柏書房） 1948年
- 『のびゆく子ら』（振鈴社） 1948年
- 『千里眼物語』（講談社） 1948年
- 『ちょうちょうのゆめ』（小峰書店、こみねの幼年童話） 1949年
- 『村の子町の子』（小峰書店、小学生文庫） 1951年
- 『ヤマベ・ハヤ 仕掛けと釣り方』（金園社、つりブックス） 1966年
- 『めだかの歌』（学園書房） 1969年
- 『童話実作入門』（東都書房） 1971年
- 『カエルとお月さま 後藤楢根「作品集」』（由布市教育委員会） 2006年3月

## 再話
- 『巌窟王』（デュマ、集英社、少年少女世界の名作） 1969年
- 「トム・ブラウンの学校生活」（トマス・ヒューズ、訳・文：後藤楢根）
『少年少女世界の名作文学04 - イギリス編2』 1965年　に収載
- 「ピノッキオ」（カルロ・コッローディ、訳：岩崎純孝、文：後藤楢根）
『少年少女世界の名作文学40 - 南欧編1』 1965年　に収載

ほか多数　

## 関連図書
- マンガふるさとの偉人「児童文学者後藤楢根　明日へ遺すものがたり」 発行 大分県由布市 2024年2月 https://www.bgf.or.jp/bgmanga/333/